# The Grand
The Grand ist eine US-amerikanische Filmkomödie aus dem Jahr 2007. Regie führte Zak Penn, der gemeinsam mit Matt Bierman auch das Drehbuch schrieb. Die deutschsprachige DVD-Version wurde unter dem Titel Loooser – How to win and lose a Casino veröffentlicht.

## Handlung
In einem Hotel in Las Vegas findet das international besetzte Pokerspiel Grand Championship of Poker statt. Zu den Teilnehmern gehört Jack Faro, ein als Frauenheld geltender Enkelsohn eines verstorbenen Casinobesitzers. Faro hofft, der Sieg im Turnier würde ihm ermöglichen, die Übernahme der Immobilie durch einen Investor zu verhindern. Seth Schwartzman wird von seiner Tochter Lainie und von seinem Sohn Larry – den er häufig kritisiert – begleitet. 
Weitere Teilnehmer sind der Amateur Andy Andrews, der vom Pokerspiel wenig versteht, aber durch Glück alleine sehr erfolgreich ist und „der Deutsche“, dessen wahren Namen niemand kennt und der sich durch das Töten kleinerer Tiere motiviert. Zu den Favoriten gehören neben Faro auch der professionelle Pokerspieler Larry Schwartzman und Harold Melvin, der unter dem Asperger-Syndrom leidet und dessen Leben von seiner Mutter beherrscht wird.
„Der Deutsche“ scheidet als erster aus, als man ihm einen Betrugsversuch nachweisen kann. Lainie Schwartzman gelangt schließlich ins Finale und kann dort Jack Faro besiegen. Lanie nutzt ihren Gewinn, um in Faros Casino zu investieren.

## Kritiken
Ronnie Scheib schrieb in der Zeitschrift Variety vom 14. Mai 2007, der improvisierte Film erinnere an die Sendung World Series of Poker. Er sei konventionell; sein Humor sei jenem der Sketche im Fernsehen nahe und sorge für keine spontane Lacher. Die Charaktere seien karikiert gezeichnet.

## Hintergründe
Der Film wurde im Hotel Golden Nugget Las Vegas in Las Vegas gedreht. Seine Produktionskosten betrugen schätzungsweise 5,4 Millionen US-Dollar.
Die Weltpremiere fand am 28. April 2007 auf dem Tribeca Film Festival statt, außerdem wurde der Film am 7. Juni 2007 auf dem CineVegas International Film Festival gezeigt. Er kam am 21. März 2008 in ausgewählten Kinos der USA, seine breite Veröffentlichung startete am 4. April 2008.